# Академическая гребля на летних Олимпийских играх 1980 — одиночки (мужчины)
Соревнования среди одиночек по академической гребле среди мужчин на летних Олимпийских играх 1980 года прошли с 20 по 27 июля на гребном канале в Крылатском в Москве. В соревновании приняли участие 14 спортсменов из 14 стран. Из-за бойкота Олимпийских игр в соревнованиях не принимали участие ряд спортсменов из западных стран, в числе которых был один из лидеров мировой гребли из ФРГ Петер-Михаэль Кольбе. Тем не менее представители некоторых бойкотирующих стран приняли участие в московских Играх, выступив под олимпийским флагом. Среди них оказался и победитель Diamond Challenge Sculls 1979 года британец Хью Мэтисон, ставший по итогам Игр шестым.
В отсутствии своего главного конкурента из Германии двукратным олимпийским чемпионом стал финский гребец Пертти Карппинена, который отметил, что был огорчён отсутствием Кольбе. Серебро завоевал советский спортсмен Василий Якуша, а бронза досталась представителю ГДР Петеру Керстену. Соревнования в мужской одиночке стали всего лишь одной из трёх дисциплин академической гребли, где победу одержали спортсмены не из ГДР, которые первенствовали в 11 финалах московских Игр.
Посмотреть финальный заезд на трибуны приехал президент Финляндии Урхо Кекконен.

## Призёры
| Золото                     | Серебро            | Бронза            |
| Пертти Карппинен Финляндия | Василий Якуша СССР | Петер Керстен ГДР |

## Рекорды
До начала летних Олимпийских игр 1980 года лучшее олимпийское время было следующим:
| Лучшее олимпийское время | Спортсмен      | Время    | Место    | Дата         |
| ------------------------ | -------------- | -------- | -------- | ------------ |
| Лучшее олимпийское время | Шейн Дри (IRL) | 06:52,46 | Монреаль | 23 июля 1976 |

По итогам соревнований ни одному спортсмену не удалось превзойти данный результат.

## Расписание
| Дата    | Время | Раунд                  |
| ------- | ----- | ---------------------- |
| 20 июля | 11:20 | Предварительные заезды |
| 22 июля | 11:00 | Отборочный заезд       |
| 24 июля | 11:20 | Полуфиналы             |
| 27 июля | 11:30 | Финалы                 |

## Результаты

### Предварительный этап
Первые три спортсмена из каждого заезда проходит в полуфинал соревнований. Все остальные спортсмены попадали в утешительные заезды, где были разыграны ещё три полуфинальных места.

#### Заезд 1
| Место | Спортсмен                | Страна         | Время   | Отставание | Примечания |
| ----- | ------------------------ | -------------- | ------- | ---------- | ---------- |
| 1     | Хью Мэтисон              | Великобритания | 7:53,22 | +0,00      | SF         |
| 2     | Костас Контоманолис      | Греция         | 7:55,61 | +2,39      | SF         |
| 3     | Пауло Сезар Двораковский | Бразилия       | 8:01,38 | +8,16      | SF         |
| 4     | Дидье Галле              | Франция        | 8:04,41 | +11,19     | R          |
| 5     | Артуро Сальфран          | Куба           | 8:25,09 | +31,87     | R          |

#### Заезд 2
| Место | Спортсмен        | Страна       | Время   | Отставание | Примечания |
| ----- | ---------------- | ------------ | ------- | ---------- | ---------- |
| 1     | Пертти Карппинен | Финляндия    | 7:43,80 | +0,00      | SF         |
| 2     | Петер Керстен    | ГДР          | 7:49,01 | +5,21      | SF         |
| 3     | Владек Лацина    | Чехословакия | 7:53,24 | +9,44      | SF         |
| 4     | Бернар Дестра    | Швейцария    | 7:59,81 | +16,01     | R          |
| 5     | Чавдар Радоев    | Болгария     | 8:04,96 | +21,16     | R          |

#### Заезд 3
| Место | Спортсмен     | Страна  | Время   | Отставание | Примечания |
| ----- | ------------- | ------- | ------- | ---------- | ---------- |
| 1     | Василий Якуша | СССР    | 7:47,15 | +0,00      | SF         |
| 2     | Ханс Свенссон | Швеция  | 7:57,33 | +10,18     | SF         |
| 3     | Раймунд Шмидт | Австрия | 8:07,02 | +19,87     | SF         |
| 4     | Лайош Одор    | Венгрия | 8:14,24 | +27,09     | R          |

### Отборочный заезд
Из отборочного заезда в полуфинал проходило три спортсмена. Остальные гребцы выбывали из соревнований.
| Место | Спортсмен       | Страна    | Время   | Отставание | Примечания |
| ----- | --------------- | --------- | ------- | ---------- | ---------- |
| 1     | Бернар Дестра   | Швейцария | 7:25,97 | +0,00      | SF         |
| 2     | Лайош Одор      | Венгрия   | 7:27,49 | +1,52      | SF         |
| 3     | Чавдар Радоев   | Болгария  | 7:28,96 | +2,99      | SF         |
| 4     | Дидье Галле     | Франция   | 7:32,81 | +6,84      |            |
| 5     | Артуро Сальфран | Куба      | 7:51,84 | +15,87     |            |

### Полуфиналы
Первые три спортсмена из каждого заезда проходили в финал соревнований, остальные попадали в утешительный финал.

#### Заезд 1
| Место | Спортсмен                | Страна         | Время   | Отставание | Примечания |
| ----- | ------------------------ | -------------- | ------- | ---------- | ---------- |
| 1     | Петер Керстен            | ГДР            | 7:11,99 | +0,00      | FA         |
| 2     | Василий Якуша            | СССР           | 7:15,14 | +3,15      | FA         |
| 3     | Хью Мэтисон              | Великобритания | 7:21,05 | +9,06      | FA         |
| 4     | Лайош Одор               | Венгрия        | 7:32,94 | +20,95     | FB         |
| 5     | Раймунд Шмидт            | Австрия        | 7:38,50 | +26,51     | FB         |
| 6     | Пауло Сезар Двораковский | Бразилия       | 7:39,28 | +27,29     | FB         |

#### Заезд 2
| Место | Спортсмен           | Страна       | Время   | Отставание | Примечания |
| ----- | ------------------- | ------------ | ------- | ---------- | ---------- |
| 1     | Пертти Карппинен    | Финляндия    | 7:15,90 | +0,00      | FA         |
| 2     | Владек Лацина       | Чехословакия | 7:18,66 | +2,76      | FA         |
| 3     | Ханс Свенссон       | Швеция       | 7:19,66 | +3,76      | FA         |
| 4     | Костас Контоманолис | Греция       | 7:23,15 | +7,25      | FB         |
| 5     | Бернар Дестра       | Швейцария    | 7:33,87 | +17,97     | FB         |
| 6     | Чавдар Радоев       | Болгария     | 7:34,21 | +18,31     | FB         |

### Финалы

#### Финал B
| Место | Спортсмен                | Страна    | Время   | Отставание | Итоговое место |
| ----- | ------------------------ | --------- | ------- | ---------- | -------------- |
| 1     | Бернар Дестра            | Швейцария | 7:19,90 | +0,00      | 7              |
| 2     | Костас Контоманолис      | Греция    | 7:20,29 | +0,39      | 8              |
| 3     | Лайош Одор               | Венгрия   | 7:23,30 | +3,40      | 9              |
| 4     | Чавдар Радоев            | Болгария  | 7:23,50 | +3,60      | 10             |
| 5     | Раймунд Шмидт            | Австрия   | 7:29,16 | +9,26      | 11             |
| 6     | Пауло Сезар Двораковский | Бразилия  | 7:32,00 | +12,10     | 12             |

#### Финал A
Из-за бойкота Олимпийских игр сборной ФРГ в соревнованиях одиночек не принимал участие двукратный чемпион мира Петер-Михаэль Кольбе. В его отсутствии главным фаворитом считался действующий чемпион мира и Олимпийских игр финн Пертти Карппинен. Возможным претендентом на медали считался британец Хью Мэтисон, однако на протяжении всего турнира он не показывал высокое время. В итоге Карппинен с самого старта захватил лидерство и к финишу его преимущество над ближайшими соперниками составило 2 секунды. Борьба за второе место развернулась между Владеком Лациной, Василием Якушой и Петером Керстеном. За 500 метров до финиша чехословацкий спортсмен шёл впереди, но благодаря мощному финишному рывку победу в битве за серебро одержал советский гребец. Керстену досталась бронзовая награда.
| Место | Спортсмен        | Страна         | Время   | Отставание |
| ----- | ---------------- | -------------- | ------- | ---------- |
| 1     | Пертти Карппинен | Финляндия      | 7:09,61 | +0,00      |
| 2     | Василий Якуша    | СССР           | 7:11,66 | +2,05      |
| 3     | Петер Керстен    | ГДР            | 7:14,88 | +5,27      |
| 4     | Владек Лацина    | Чехословакия   | 7:17,57 | +7,96      |
| 5     | Ханс Свенссон    | Швеция         | 7:19,38 | +9,77      |
| 6     | Хью Мэтисон      | Великобритания | 7:20,28 | +10,67     |